# Црква Богородице Перивлепте
Црква Богородице Перивлепте (грч. Ναός Παναγίας Περιβλέπτου) је православни црква у Охриду. Посвећена је Пресветој Богородици, са нагласком на прослављању њене свевидљивости. Подигнута је 1295. године, за време византијске власти у Охриду, а ктитор је био великаш Прогон Згур. Дограђена је 1365. године, за време српске власти у Охриду. Након успостављања османске власти и претварања оближње катедралне цркве Свете Софије у џамију, црква Богородице Первилепте је почела да служи и као нова катедрална црква Охридске архиепископије. Услед претварања старе цркве Светог Пантелејмона у џамију, мошти светог Климента Охридског пренете су управо у цркву Богородице Перивлепте, која је од тог времена почела да се назива и црквом Светог Климента. Његове мошти су касније враћене у обновљену цркву Светог Климента и Пантелејмона, након чега се за цркву Богородице Перивлепте поново усталио њен основни назив.

## Историја
Ктиторски натпис на грчком језику изнад западног улаза нартекса вели да је цркву 1295. године подигао византијски аристократа, Прогон Сгур, рођак цара Андроника II Палеолога, за време охридског архиепископа Макарија.
Ἀνηγέρθη ὁ θεῖος καἱ πάνσεπτος ναὸς οὕτος τῆς πανυπεραγίου δεσποίνης ἡμῶν θεοτόκου τῆς περιβλέπτου. διὰ συνδρομἢς κ(αὶ) ἐξόδου καρίου Προγόνου τοῦ Σγούρου μεγάλου. ἑταιριάρχου κ(αὶ) τῆς αυζύγου αὐτοῦ κυρ(ᾶς) Εὐδοκίας κ(αὶ) γαμβροῦ τοῦ κρατίστου κ(αὶ) ἁγίου ἡμῶν αὐτοκ(ράτορος) βασιλέως. ἐπὶ τῆς βασιλείας τοῦ εὐσεβεστάτου βασιλέως κ(αὶ) αὐτοκράτορος Ρωμαίων Ἀνδρονίκου τοῦ Παλαιολόγου κ(αὶ) Εἰρήνης τῆς εὐσεβεστάτης αὐγούστης. ἀρχιερατεύοντος δὲ Μακαρίου τοῦ παναγιωτάτου ἀρχιεπισκόπου τῆς πρώτης Ἰουστινιανῆς κ(αὶ) πάσης Βουλγαρίας ἐπὶ ἔτους ͵ϚΩΓ ἰνδ(ικτιῶνος) β'.
Подиже се овај божанствени и свети храм Пресвете Богородице Перивлепте, уз помоћ и трошак господина Прогона Сгура, великог етериарха, и његове супруге, госпође Евдокије, зета нашег моћног и светог самодршца Ромеје Андроника Палеолога и благочестиве му супруге Ирине. При архијерејству Макарија, свесветог архиепископа Јустинијане Приме и све Бугарске, године 6803, индикта 2-ог.
Године 1365. на северној страни, и неизвесно када на јужној страни олтара, дозидана су два параклиса. Изнад врата северног крила налази се још један грчки натпис:
Ἀνηγέρθη καὶ ἀνιστορίθη ὁ θεῖος καὶ πάνςεπτος ναὸς. τοῦ ἐν ἁγιοις πατρὸς ἡμῶν ἀρχιεπισκόπου Κωνσταντινουπόλεως Γρηγορίου τοῦ θεολόγου. διὰ συνδρομῆς καὶ ἐξόδου τοῦ πανιεροτάτου ἐπισκόπου Διαβόλεως Γρηγορίου ἢτοι Σελασφόρου. ἐπὶ τῆς βασιλείας Στεφάνου τοῦ Οὐρέσι. ἀρχιερατεύοντος δὲ τῆς πρώτης Ἰουστινιανῆς τοῦ πανιερωτάτου ἀρχιεπισκόπου Γρηγορίου. ἐπὶ ἔτους ͵ϚΩΟΓ ἰνδ(ικτιῶνος) ιγ'.
Подиже се и исписа овај божанствени и свети храм нашем светом оцу архиепископу константинопољском Григорију Богослову уз помоћ и трошак преосвећеног епископа Деволског Григорија, то јест Селасфора, у време царевања Стефана Уроша, при архијерејству Григорија, преосвећеног архиепископа Јустинијане Приме, године 6873, индикта 13-ог.
Након османског освајања и уништења цркве Светог Пантелејмона, мошти Светог Климента Охридског пресељене су у цркву Пресвете Богородице Перивлепте. Црква је од тада постала позната и као црква Светог Климента или Велика црква. Након што је црква Свете Софије претворена у џамију, црква Пресвете Богородице Перивлепте постала је катедрални храм Охридске архијепископије, а након њеног укидања, 1767. године, Охридске митрополије.
У њу су пренете и црквене утвари Свете Софије, као и велика збирка светоотачких књига, која није сачувана. Поред цркве изграђени су манастирски конаци и архијерејски двор, који је изгорео 1862. године.

## Архитектура
Црква има основу византијске куполне цркве са уписаним крстом. Купола над наосом подупире се на четири слободна стуба, а слепа купола над нартексом на четири пиластра. Зидана је од камена, седре и опеке, а њиховом комбинацијом подигнуте су различите декоративне површине (меандар, шаховско поље, рибља кост). Овој начин зидања има узоре у црквама византијске престонице, но црква Богородице Привлептос, како и неке друге у Македонији, указују и на непосредни утицај градитељства 13. века у Епиру.
Архитектонски, црква веома подсећа на Црвену цркву у Вургарели, у Епиру. Неки истраживачи сматрају да су обе цркве дело једних истих мајстора.

## Живопис
Фреске у цркви су дело зоографа Михајла и Евтихија, који су оставили свој печат широм Србије и данашње Северне Македоније (тада средњовековне Србије). Осликане су у складу са стилом периода ренесансе Палеолога.
Фреске северног, јужног параликса и отвореног трема храма завршене су 1365. године. Те године је господар охридске области Вукашин Мрњавчевић постао краљ и савладар српског цара Стефанa Урошa V. Тада је на челу охридске архиепископије био Григорије II, Вукашинов сарадник и инспиратор Маричке битке. Цар Душан издао је цркви повељу, којом јој је приложио нека села око охридског језера.
Црква има и фреске краља Вукашина и цара Уроша, заједно са синовима намесника градског севастократора Бранка Младеновића - Гргура и Вука.
Царске двери у цркви из средине 16 века дело су врхунске уметничке радионице са простора Охридске архиепископије. Оне се данас налазе у Националном историјском музеју у Софији. Остала дела исте радионице су царске двери цркве Светог Пантелејмона, двери у цркви „Големи Свети Врачи“ – сада на иконостасу цркве Пресвете Богородице Перивлепте, двери непознате цркве у Охриду – данас у Народном музеју у Београду, двери у цркви Светог Николе, у прилепском селу Кореница, двери у цркви Светог Ђурђа у Горњој Влашкој, махали у Охриду и двери у цркви Светог Николе у струшком селу Присовјани.

## Галерија
- Константин Кавасила (фреска)
- Свети Климент (икона)
- Свети Наум (икона)
- Вео од свиле и срме, извезен златом, XIII век. Експонат у Националном историјском музеју, Софија